# De-Loused in the Comatorium
De-Loused in the Comatorium é o álbum de estreia da banda The Mars Volta, lançado a 24 de Junho de 2003.
De-Loused tornou-se possivelmente o maior sucesso da banda até à data, tendo recebido por parte de diversos críticos o título de "Best of the Year" em diversas listas. Foi classificado no número 55 da revista Guitar World da lista dos "100 melhores Álbuns de Guitarra de Todos os Tempos". A música "Drunkship of Lanterns" foi classificada no número 91 na categoria "Best Guitar Song of All-Time" pela revista Rolling Stone..

## Faixas
1. "Son et Lumiere" - 1:35
2. "Inertiatic ESP" - 4:24
3. "Roulette Dares (The Haunt Of)" - 7:31
4. "Tira Me a las Arañas" - 1:28
5. "Drunkship of Lanterns" - 7:05
6. "Eriatarka" - 6:20
7. "Cicatriz ESP" - 12:28
8. "This Apparatus Must Be Unearthed" - 4:57
9. "Televators" - 6:19
10. "Take the Veil Cerpin Taxt" - 8:42
11. "Ambuletz" - 7:03

| Críticas profissionais                                                      | Críticas profissionais |
| Avaliações da crítica                                                       | Avaliações da crítica  |
| Fonte                                                                       | Avaliação              |
| --------------------------------------------------------------------------- | ---------------------- |
| allmusic                                                                    | [ 5 ]                  |
| Entertainment Weekly                                                        | (A-)                   |
| Pitchfork Media                                                             | (4.9/10)               |
| Popmatters                                                                  | (Positivo)             |
| Q                                                                           | [ 9 ]                  |
| Robert Christgau                                                            | (C+)                   |
| Rolling Stone                                                               | [ 11 ]                 |
| Stylus Magazine                                                             | [ 12 ]                 |
| Esta tabela precisa de ser acompanhada por texto em prosa. Consulte o guia. |                        |

## Paradas
| Paradas (2003) | Posição |
| -------------- | ------- |
| Billboard 200  | 39      |

## Créditos
- Cedric Bixler-Zavala – Vocal
- Omar Rodriguez-Lopez – Guitarra
- Jon Theodore – Bateria
- Isaiah Ikey Owens – Teclados
- Flea – Baixo
- John Frusciante - Guitarra